# Szekrényessy Józsefné Slachta Etelka
Szekrényessy Józsefné zadjeli Slachta Etelka (Temesvár, 1821. január 1. – Budapest, 1876. február 20.) magyar író, földbirtokos.

## Élete
Zadjeli Slachta Ferenc kamarai tanácsos és báró Hauer Mária Terézia gyermeke. Liptó vármegyei régi magyar nemesi családból származott. Az írói vénával rendelkező apa nagy hatással volt leányára, ki kisgyermekkorától kezdődően vezetett naplót.
Nagylány korában több irodalmi fordítása és kisebb novellája jelent meg álnév alatt. Apja 1837-es halálát követően anyjával Sopronba költözött, ahol 1842-es házasságkötéséig élt.
Férje a „Kis Széchenyi”-ként országos ismertségű székelyhídi Szekrényessy József (1811–1877) Pest első közjegyzője lett. Felnőttkori naplói értékes forrásai a reformkorszak szegényes nőirodalmának. A soproni vonatkozású részek mellett a megmaradt 15 kötet legizgalmasabb része pesti viszonyait, a kor pezsgő társadalmi életét mutatja be. A naplók a Szekrényessy család levéltárából a neves soproni levéltáros, Házi Jenő kérésére kerültek az 1940-es évek elején Sopronba. Szemelvényes kiadásukra először 1943-ban került sor Csatkai Endre közlésében, majd több évtized múltán Budapesten is jelent meg belőle néhány figyelemre méltó fővárosi rész Vörös Károly szerkesztésében. 2004–2008 között – férjével folytatott levelezésével együtt – (öt kötetben) győri megjelenéssel láttak napvilágot a felnőttkori naplókötetek Katona Csaba közreadásában, Szekrényessy Attila történész családtörténeti kutatásai és tanulmányaival gazdagítva. 
A kötet – túlzó és félreérthető módon az „első erotikus női napló” jelzővel lett ellátva, melyet az egyébként páratlanul értékes kor- és társadalomtörténeti forrás nem igazol, címe is e koncepciónak alárendelve viseli a „kacérkodni fogok vele” főcímet. A jó írói érzékkel megáldott Szekrényessyné naplói a női lélek, a női individuum értékes lenyomatai. Szekrényessy Józsefné kilenc gyermeknek adott életet, köztük az első magyar úszó, első Balaton-átúszó, első magyar sportlap alapító Szekrényessy Kálmánnak, a neves tárcacikk-író és vitorlázó Lajosnak, az edelényi kultúrmecénás földbirtokos Árpádnak (ma nevét viseli a helyi múzeum és könyvtár) és az író Margitnak. Szekrényessy Józsefné élete utolsó idejét az újpesti Szekrényessy kúria falai között töltötte. Ötvenhat esztendősen Pesten halt meg. Unokahúga Slachta Margit a szociális nővérek rend alapítója, az első női országgyűlési képviselő.

## Művei
- Zadjeli Slachta Etelka soproni naplója. 1838–1842; sajtó alá rend., bev., jegyz. Csatkai Endre; Városszépítő Egyesület, Sopron, 1943
- "... kacérkodni fogok vele". Slachta Etelka soproni úrileány naplója, 1-4.; sajtó alá rend. Katona Csaba; Mediawave Alapítvány, Győr, 2004–2007
  - 1. 1838–1840; 2004
  - 2. 1840 március–december; 2005
  - 3. 1840 december–1841 augusztus; 2006
  - 4. 1842–1843; jegyz., bev. Szekrényessy Attila; 2007
- "Azért én önnek sem igent, sem nemet nem mondtam". Válogatás Slachta Etelka és Szekrényessy József leveleiből; sajtó alá rend., jegyz., bev., tan. Szekrényessy Attila; Mediawawe Alapítvány, Győr, 2008
- "Füreden az idén először nékem hozatik szerenád...". Slachta Etelka balatonfüredi naplója, 1841; szerk., bev., jegyz. Katona Csaba; Balatonfüred Városért Közalapítvány, Balatonfüred, 2008 (Balatonfüred Városért Közalapítvány kiadványai)